# Bistum Safim
Das Bistum Safim (lat.: Dioecesis Zafiensis seu de Cafim) ist eine ehemalige Diözese auf dem Gebiet des heutigen Marokko. Bischofssitz war Safi.

## Geschichte
Das Bistum Safim wurde 1487 aus dem Bistum Marrakesch heraus gegründet. Am 23. November 1542 wurde die Diözese dem Bistum Tanger zugeschlagen. Einziger Bischof war der am 24. August 1537 ernannte Gonçalo Pinheiro.